# Nati il 17 aprile

## IX secolo(1)
- 812 - Al-Wathiq, califfo († 847)

## X secolo(1)
- 963 - Sweyn I di Danimarca, re norrena († 1014)

## XII secolo(2)
- 1154 - Sancho VII di Navarra, re († 1234)
- 1199 - Maria di Ponthieu, nobile francese († 1250)

## XIII secolo(1)
- 1277 - Michele IX Paleologo, imperatore bizantino († 1320)

## XIV secolo(1)
- 1313 - Costantino V d'Armenia, sovrano († 1363)

## XV secolo(3)
- 1448 - Battista Spagnoli, poeta, religioso e pittore italiano († 1516)
- 1455 - Andrea Gritti, mercante, militare e politico italiano († 1538)
- 1497 - Pedro de Valdivia, generale spagnolo († 1553)

## XVI secolo(8)
- 1523 - Guido Panciroli, giurista e antiquario italiano († 1599)
- 1573 - Massimiliano I di Baviera, nobile tedesco († 1651)
- 1582 - Marcello Macedonio, poeta e religioso italiano († 1619)
- 1587 - Giovanni Angelo d'Altemps, II duca di Gallese, nobile e letterato italiano († 1620)
- 1589 - Martin Zeiler, scrittore tedesco († 1661)
- 1597 - Paolo Brizio, vescovo cattolico e storico italiano († 1665)
- 1598 - Giovanni Riccioli, gesuita e astronomo italiano († 1671)
- 1599 - Ciro di Pers, poeta italiano († 1663)

## XVII secolo(19)
- 1604 - Gian Giacomo Barbelli, pittore italiano († 1656)
- 1611 - Simone Pignoni, pittore e scultore italiano († 1698)
- 1613 - Agostino Coltellini, letterato italiano († 1693)
- 1620 - Marguerite Bourgeoys, religiosa francese († 1700)
- 1621 - Henry Vaughan, poeta e scrittore gallese († 1695)
- 1621 - Thomas Vaughan, alchimista, filosofo e esoterista gallese († 1666)
- 1622 - Carlo Cesi, pittore e incisore italiano († 1682)
- 1649 - María Luisa Manrique de Lara y Gonzaga, nobildonna spagnola († 1721)
- 1649 - Carlo Enrico di Lorena, principe francese († 1723)
- 1656 - William Molyneux, scienziato e scrittore irlandese († 1698)
- 1662 - Erdmuthe di Dietrichstein-Nikolsburg, principessa austriaca († 1737)
- 1670 - Dorothea von Velen, attivista tedesca († 1732)
- 1672 - Giuseppe Galardi, fantino italiano († 1711)
- 1672 - Giovanni Scalfarotto, architetto italiano († 1764)
- 1676 - Federico I di Svezia, re († 1751)
- 1680 - Frans Greenwood, pittore e incisore olandese († 1763)
- 1683 - Johann David Heinichen, compositore tedesco († 1729)
- 1686 - François Victor Le Tonnelier de Breteuil, politico e nobile francese († 1743)
- 1693 - Camillo I Borghese, nobile italiano († 1763)

## XVIII secolo(38)
- 1704 - Andrija Kačić Miošić, poeta, scrittore e presbitero croato († 1760)
- 1710 - Johann Martin Chladenius, teologo e storico tedesco († 1759)
- 1714 - Michelangelo Schiavoni, pittore, incisore e restauratore italiano († 1772)
- 1718 - Adam František Kollár, storico, etnologo e bibliotecario slovacco († 1783)
- 1719 - Pierre-Thomas-Nicolas Hurtaut, scrittore e storico francese († 1791)
- 1734 - Taksin, militare siamese († 1782)
- 1738 - Francesco Caetani, XI duca di Sermoneta, nobile e mecenate italiano († 1810)
- 1741 - Johann Gottlieb Naumann, compositore tedesco († 1801)
- 1744 - John Page, politico statunitense († 1808)
- 1745 - Luca Peroni, archivista italiano († 1832)
- 1748 - Charles Blagden, fisico britannico († 1820)
- 1748 - Leopold Raymund Leonhard von Thun und Hohenstein, vescovo cattolico tedesco († 1826)
- 1749 - Pierre-Yves Barré, commediografo e paroliere francese († 1832)
- 1750 - Nicolas-Louis François de Neufchâteau, politico, poeta e nobile francese († 1828)
- 1752 - Jean Bonvoisin, pittore francese († 1837)
- 1756 - George Frederick Cooke, attore teatrale inglese († 1812)
- 1756 - Louis Marc Antoine di Noailles, militare francese († 1804)
- 1758 - Gabrio Maria Nava, vescovo cattolico italiano († 1831)
- 1769 - Gaspare Federigo, medico italiano († 1840)
- 1770 - Mahlon Dickerson, giurista e politico statunitense († 1853)
- 1770 - Nikita Petrovič Panin, diplomatico russo († 1837)
- 1774 - Václav Jan Křtitel Tomášek, compositore, insegnante e pedagogo ceco († 1850)
- 1776 - Giulio Corbo, politico e economista italiano († 1856)
- 1779 - Annibale Omodei, medico italiano († 1840)
- 1781 - Rodolfo Lamprecht, medico croato († 1860)
- 1782 - Stanislao Vincenzo Tomba, arcivescovo cattolico italiano († 1847)
- 1784 - Luigi Chitti, economista e filosofo italiano († 1853)
- 1784 - Feliciano Gattinara di Gattinara, militare italiano († 1854)
- 1786 - Charles de la Bédoyère, generale francese († 1815)
- 1788 - Edwin Atherstone, poeta e drammaturgo britannico († 1872)
- 1791 - James Gascoyne-Cecil, II marchese di Salisbury, nobile e politico britannico († 1868)
- 1791 - Ottaviano Fabrizio Mossotti, matematico, fisico e astronomo italiano († 1863)
- 1794 - Carl Friedrich Philipp von Martius, botanico, zoologo e antropologo tedesco († 1868)
- 1795 - George Edmund Badger, politico statunitense († 1866)
- 1798 - Arnold Adolf Bentinck, diplomatico olandese († 1868)
- 1798 - Étienne Bobillier, matematico francese († 1840)
- 1798 - Pompeius Scharinger von Lamazon, militare e generale austriaco († 1884)
- 1799 - Eliza Acton, cuoca e poetessa britannica († 1859)

## XIX secolo(154)
- 1802 - Celeste Menotti, patriota italiano († 1876)
- 1806 - William Gilmore Simms, scrittore, poeta e storico statunitense († 1870)
- 1807 - Jean Achard, pittore e incisore francese († 1884)
- 1808 - Antonio Beretta, politico italiano († 1891)
- 1812 - Anatolio Demidoff, imprenditore russo († 1870)
- 1812 - Giuseppe Mongeri, storico dell'arte, scrittore e critico d'arte italiano († 1888)
- 1813 - Fiorella Favard de l'Anglade, nobildonna e mecenate francese († 1889)
- 1813 - Luigi Settembrini, scrittore e patriota italiano († 1876)
- 1813 - Giuseppe Sirtori, generale, politico e patriota italiano († 1874)
- 1814 - August Grisebach, botanico tedesco († 1879)
- 1815 - August Schenk, botanico austriaco († 1891)
- 1815 - Sisto Vinciguerra, giurista e patriota italiano († 1871)
- 1815 - Teresa di Nassau-Weilburg, principessa belga († 1871)
- 1816 - Samuel Austin Allibone, scrittore e bibliotecario statunitense († 1889)
- 1816 - Dominique Régère, attivista francese († 1893)
- 1817 - Rudolf Eitelberger, storico dell'arte ceco († 1885)
- 1818 - Theodor Creizenach, storico della letteratura e poeta tedesco († 1877)
- 1820 - Luigi Bellotti Bon, attore teatrale e patriota italiano († 1883)
- 1820 - Alexander Cartwright, dirigente sportivo statunitense († 1892)
- 1820 - Giacomo Lomellino D'Aragona, patriota italiano († 1876)
- 1823 - Enrico di Borbone-Spagna, principe spagnolo († 1870)
- 1824 - Aniceto Arce, politico e imprenditore boliviano († 1906)
- 1824 - Vincenzo Zanetti, presbitero e storico italiano († 1883)
- 1825 - Antonio Bianchi, fantino italiano († 1900)
- 1825 - Ely Smith, politico statunitense († 1911)
- 1827 - Johann Paul Uhle, patologo e medico tedesco († 1861)
- 1828 - Ulysse Parent, attivista francese († 1880)
- 1830 - Giorgio Bandini, pittore e restauratore italiano († 1899)
- 1833 - Jean-Baptiste Accolay, compositore, violinista e direttore d'orchestra belga († 1900)
- 1833 - Enrico Sappia, storico e giornalista italiano († 1906)
- 1834 - Giovanbattista Marotti, ingegnere e architetto italiano († 1908)
- 1835 - Leopoldo Pullè, politico, scrittore e drammaturgo italiano († 1917)
- 1835 - Vera Petrovna Želichovskaja, scrittrice russa († 1896)
- 1837 - John Pierpont Morgan, banchiere e imprenditore statunitense († 1913)
- 1838 - Antonietta di Sassonia-Altenburg, nobildonna († 1908)
- 1838 - Archibald Forbes, giornalista e patriota britannico († 1900)
- 1838 - Paola Pes di Villamarina, nobile italiana († 1914)
- 1839 - Emidio Chiaradia, avvocato e politico italiano († 1904)
- 1840 - Antonio Allegretti, scultore italiano († 1918)
- 1840 - Hippolyte Bernheim, medico e neurologo francese († 1919)
- 1843 - Henri Mortier, operaio francese († 1894)
- 1843 - Camillo Sitte, architetto, urbanista e pittore austriaco († 1903)
- 1845 - Tancredi Luigi Beria d'Argentine, avvocato e politico italiano († 1931)
- 1847 - Eugenio Praga, liutaio italiano († 1901)
- 1849 - William Rufus Day, politico e diplomatico statunitense († 1923)
- 1851 - Friedrich von Duhn, archeologo tedesco († 1930)
- 1852 - Cap Anson, giocatore di baseball e allenatore di baseball statunitense († 1922)
- 1853 - Arthur Schoenflies, mineralogista tedesco († 1928)
- 1854 - Paul von Rennenkampf, generale russo († 1918)
- 1854 - Benjamin Tucker, filosofo statunitense († 1939)
- 1855 - Semën Afanas'evič Vengerov, critico letterario e bibliografo russo († 1920)
- 1856 - Federico Cattani Amadori, cardinale italiano († 1943)
- 1857 - Federico Garlanda, politico e glottologo italiano († 1913)
- 1857 - Gerardus Heymans, filosofo e psicologo olandese († 1930)
- 1859 - Giacomo Agnesi, politico italiano († 1929)
- 1861 - Antoni Malecki, vescovo cattolico russo († 1935)
- 1862 - Arnaldo Ferraguti, pittore, incisore e illustratore italiano († 1925)
- 1865 - Urszula Ledóchowska, religiosa e santa polacca († 1939)
- 1865 - Umberto Zamboni, militare e politico italiano († 1956)
- 1866 - Ernest Henry Starling, fisiologo inglese († 1927)
- 1867 - María Guerrero, attrice teatrale spagnola († 1928)
- 1869 - Alfredo Barbieri, aviatore e militare italiano († 1916)
- 1869 - Oton Iveković, pittore croato († 1939)
- 1870 - Ray Stannard Baker, giornalista, storico e biografo statunitense († 1946)
- 1870 - Max Berg, architetto tedesco († 1947)
- 1870 - Louis Van Hoeck, missionario e vescovo cattolico belga († 1933)
- 1872 - Hendrik Christian Andersen, scultore, pittore e urbanista statunitense († 1940)
- 1872 - Angelo Brugnoli, presbitero e sindacalista italiano († 1970)
- 1872 - Luigi Filippo De Magistris, geografo italiano († 1950)
- 1872 - Mark M. Dintenfass, produttore cinematografico austro-ungarico († 1933)
- 1872 - William Dove, golfista britannico († 1944)
- 1873 - Louis-Marie Bossut, militare francese († 1917)
- 1876 - Carlo Besta, neurologo italiano († 1940)
- 1876 - Hugh Lett, chirurgo britannico († 1964)
- 1877 - Ethel Browning, attrice e sceneggiatrice statunitense († 1965)
- 1877 - Viktor Mucha, dermatologo austriaco († 1933)
- 1878 - Albert Canet, tennista francese († 1930)
- 1878 - Vittorio Grassi, pittore e decoratore italiano († 1958)
- 1878 - Dimitrios Petrokokkinis, tennista greco († 1942)
- 1879 - Giorgio Guglielmi, imprenditore, politico e dirigente sportivo italiano († 1945)
- 1879 - Donald MacKenzie, attore e regista scozzese († 1972)
- 1879 - Carl Wilhelm Oseen, fisico svedese († 1944)
- 1879 - Mirko del Montenegro, principe montenegrino († 1918)
- 1879 - Henri Tauzin, ostacolista francese († 1918)
- 1880 - Silvio Bencini, pallonista italiano († 1926)
- 1880 - Albert Johnson, calciatore canadese († 1941)
- 1880 - Alan Percy, VIII duca di Northumberland, ufficiale britannico († 1930)
- 1880 - Leonard Woolley, archeologo britannico († 1960)
- 1882 - Charles Brabin, regista, sceneggiatore e attore britannico († 1957)
- 1882 - Robert Morrison MacIver, sociologo scozzese († 1970)
- 1882 - Artur Schnabel, pianista e compositore austriaco († 1951)
- 1883 - Gus Dillon, giocatore di lacrosse canadese († 1952)
- 1883 - Ernie Hamilton, giocatore di lacrosse canadese († 1964)
- 1883 - Jørgen Stubberud, esploratore norvegese († 1980)
- 1884 - Fay Tincher, attrice statunitense († 1983)
- 1885 - Karen Blixen, scrittrice danese († 1962)
- 1885 - Aldo Checchini, giurista italiano († 1973)
- 1885 - Harald Dohrn, tedesco († 1945)
- 1885 - Giorgio Fano, filosofo italiano († 1963)
- 1885 - Ray Gallagher, attore statunitense († 1953)
- 1885 - Carl Goßler, canottiere tedesco († 1914)
- 1885 - Baptist Knieß, generale tedesco († 1956)
- 1885 - Lucien Letailleur, calciatore francese († 1957)
- 1885 - Giuseppe Mario Marsigliani, politico italiano († 1949)
- 1885 - Eugène Minkowski, psichiatra francese († 1972)
- 1885 - Toine van Renterghem, calciatore olandese († 1967)
- 1885 - Vladimír Roy, poeta, traduttore e pastore protestante slovacco († 1936)
- 1885 - Sun Chuanfang, generale e politico cinese († 1935)
- 1886 - Otto Lederer, attore statunitense († 1965)
- 1886 - Cevat Şakir, scrittore e etnografo turco († 1973)
- 1887 - Attilio Colombo, calciatore italiano († 1961)
- 1887 - Clodomiro Picado Twight, biologo costaricano († 1944)
- 1888 - Alexander Binder, fotografo tedesco († 1929)
- 1888 - Remo Forlivesi, pallanuotista, nuotatore e calciatore italiano († 1944)
- 1888 - Maggie Teyte, soprano britannico († 1976)
- 1888 - Herms Niel, compositore tedesco († 1954)
- 1888 - Jan Vos, calciatore olandese († 1939)
- 1888 - Mary Broadfoot Walker, medico scozzese († 1974)
- 1889 - Marcel Boussac, imprenditore francese († 1980)
- 1889 - George Marshall Parker, generale statunitense († 1968)
- 1890 - Art Acord, attore statunitense († 1931)
- 1890 - Joe Smith, calciatore inglese († 1956)
- 1890 - Vittoria Margherita di Prussia, nobile prussiana († 1923)
- 1891 - George Adamski, ufologo polacco († 1965)
- 1891 - Arturo Bendini, politico italiano († 1944)
- 1891 - Manlio Dazzi, bibliotecario e poeta italiano († 1968)
- 1891 - José Enrique Varela, generale e politico spagnolo († 1952)
- 1892 - Albert Eloy, calciatore francese († 1947)
- 1892 - Jenő Hégner-Tóth, nuotatore e pallanuotista ungherese († 1915)
- 1893 - Hans Bohnenkamp, pedagogista tedesco († 1977)
- 1893 - Marguerite Broquedis, tennista francese († 1983)
- 1893 - Irene Castle, danzatrice e attrice statunitense († 1969)
- 1893 - Emanuel Moravec, ufficiale e scrittore ceco († 1945)
- 1893 - Faina Ševčenko, attrice teatrale russa († 1971)
- 1894 - Marcello Consiglio, dirigente sportivo e calciatore italiano († 1932)
- 1894 - Vivian Reed, attrice statunitense († 1989)
- 1894 - Josef Rovenský, attore e regista ceco († 1937)
- 1894 - Boris Ščukin, attore sovietico († 1939)
- 1895 - Giovanni Battista Berardi, politico italiano († 1966)
- 1895 - Frank Moss, calciatore inglese († 1965)
- 1896 - Benny Leonard, pugile statunitense († 1947)
- 1897 - Luigi Filosa, avvocato e politico italiano († 1981)
- 1897 - Bernhard Klosterkemper, generale tedesco († 1962)
- 1897 - Mario Magri, militare e partigiano italiano († 1944)
- 1897 - Nisargadatta Maharaj, filosofo indiano († 1981)
- 1897 - Daniel Rapant, storico e archivista slovacco († 1988)
- 1897 - Thornton Wilder, drammaturgo e scrittore statunitense († 1975)
- 1898 - Benedetto De Lisi, scultore e artigiano italiano († 1967)
- 1898 - Felice Vischioni, politico italiano († 1992)
- 1899 - Gérard Debaets, ciclista su strada, pistard e ciclocrossista belga († 1959)
- 1899 - Lucy Desmond, ginnasta britannica († 1992)
- 1899 - Aleksander Klumberg, multiplista estone († 1958)
- 1900 - Naomi Feinbrun-Dothan, botanica israeliana († 1995)
- 1900 - Stepas Garbačiauskas, calciatore lituano († 1983)

## XX secolo(892)
- 1901 - Berend Carp, velista olandese († 1966)
- 1901 - George Hill, velocista statunitense († 1992)
- 1901 - George Keyt, pittore singalese († 1993)
- 1901 - Roberto Liberi, militare e aviatore italiano († 1941)
- 1901 - Raúl Prebisch, economista argentino († 1986)
- 1902 - Jaime Torres Bodet, politico e scrittore messicano († 1974)
- 1903 - Louis Jean Heydt, attore statunitense († 1960)
- 1903 - Nicolas Nabokov, compositore e scrittore russo († 1978)
- 1903 - Grigorij Pavlovič Pjatigorskij, violoncellista ucraino († 1976)
- 1903 - Carlo Quaglia, pittore italiano († 1970)
- 1903 - Morgan Taylor, ostacolista statunitense († 1975)
- 1904 - Jean Mohamed Ben Abdejlil, orientalista e islamista marocchino († 1979)
- 1904 - Johann Blank, pallanuotista tedesco († 1983)
- 1904 - Irene Manton, botanica britannica († 1988)
- 1905 - Edith Haldeman, attrice statunitense († 1984)
- 1905 - Arthur Lake, attore statunitense († 1987)
- 1905 - Enzo Sereni, attivista, partigiano e scrittore italiano († 1944)
- 1905 - Louisa van Gemert, olandese († 1992)
- 1906 - Luis Legaz Lacambra, giurista, filosofo e sociologo spagnolo († 1980)
- 1906 - Marcello Rodinò, dirigente d'azienda italiano († 1994)
- 1906 - Rudolf Schündler, attore e regista tedesco († 1988)
- 1906 - Jan G. Waldenström, medico svedese († 1996)
- 1907 - Martti Miettunen, politico finlandese († 2002)
- 1907 - Bertha Hernández de Ospina, politica, scrittrice e editorialista colombiana († 1993)
- 1908 - Ivan Brown, bobbista statunitense († 1963)
- 1908 - Tullio De Rubeis, politico italiano († 1988)
- 1909 - Enrico Emanuelli, scrittore e giornalista italiano († 1967)
- 1909 - Giusto Gervasutti, alpinista italiano († 1946)
- 1909 - Mehdi Huseyn, scrittore e drammaturgo azero († 1965)
- 1909 - György Hóri, calciatore ungherese († 1975)
- 1909 - Manuel Majo, pallanuotista spagnolo († 1955)
- 1909 - Jaroslav Moták, calciatore cecoslovacco († 1984)
- 1909 - Alain Poher, politico francese († 1996)
- 1909 - Aldo Tavella, pittore italiano († 2004)
- 1910 - Euaggelos Averōf, politico greco († 1990)
- 1910 - Vladas Mikėnas, scacchista estone († 1992)
- 1910 - Lolette Payot, tennista svizzera († 1988)
- 1910 - Giuseppe Veronesi, politico e ingegnere italiano († 1985)
- 1911 - Martín Almagro Basch, archeologo e storico spagnolo († 1984)
- 1911 - Hervé Bazin, scrittore francese († 1996)
- 1911 - Joseph Paul Cretzer, criminale statunitense († 1946)
- 1911 - Salvatore Garofalo, presbitero, biblista e scrittore italiano († 1998)
- 1911 - Joseph Luns, politico e diplomatico olandese († 2002)
- 1911 - Osvaldo Martini, calciatore italiano († 1977)
- 1911 - Georgij de Morenšil'd, geologo russo († 1977)
- 1911 - George Seaton, regista, sceneggiatore e produttore cinematografico statunitense († 1979)
- 1912 - Antonio Catte, magistrato e partigiano italiano († 1949)
- 1912 - Marta Eggerth, cantante e attrice cinematografica ungherese († 2013)
- 1912 - Jo Ann Robinson, attivista statunitense († 1992)
- 1912 - Hélène Perdrière, attrice francese († 1992)
- 1912 - Walter Vollweiler, calciatore tedesco († 1991)
- 1912 - Benigno Zaccagnini, politico italiano († 1989)
- 1913 - Zack Clayton, cestista e arbitro di pugilato statunitense († 1997)
- 1913 - Dorothy Dearing, attrice e ballerina statunitense († 1965)
- 1913 - Paul Langton, attore statunitense († 1980)
- 1914 - Evelyn Furtsch, velocista statunitense († 2015)
- 1914 - Sven Jacobsson, calciatore svedese († 1983)
- 1915 - Luigi Bima, politico italiano († 2002)
- 1915 - Joe Foss, militare, aviatore e politico statunitense († 2003)
- 1915 - Rebekah Harkness, compositrice, scultrice e filantropa statunitense († 1982)
- 1915 - Herbert Kuhlmann, militare tedesco († 1985)
- 1915 - Vicki Lester, attrice e modella statunitense († 2001)
- 1915 - Maria Margotti, attivista italiana († 1949)
- 1915 - Benedetto Pola, pistard italiano († 2000)
- 1915 - Albert Sommer, ciclista su strada svizzero († 1989)
- 1916 - Sirimavo Bandaranaike, politica cingalese († 2000)
- 1916 - Win Maung, politico birmano († 1989)
- 1917 - Carlo Caldi, imprenditore e partigiano italiano († 2012)
- 1917 - Massimo Dallamano, regista e direttore della fotografia italiano († 1976)
- 1917 - Enrique Flamini, dirigente sportivo, allenatore di calcio e calciatore argentino († 1982)
- 1917 - Oronzo Lorusso, generale e aviatore italiano († 1996)
- 1917 - Andrée Martinerie, scrittrice francese († 1997)
- 1917 - Georg Sattler, militare e aviatore tedesco († 1944)
- 1917 - José Soriano, calciatore peruviano († 2011)
- 1918 - Luciano Bolis, antifascista e partigiano italiano († 1993)
- 1918 - William Holden, attore statunitense († 1981)
- 1918 - Frank Popper, storico dell'arte ceco († 2020)
- 1918 - Carol Rama, artista italiana († 2015)
- 1918 - Anne Shirley, attrice statunitense († 1993)
- 1918 - Alfredo Zambrini, militare e marinaio italiano († 1942)
- 1919 - Osvaldo Dorticós Torrado, politico cubano († 1983)
- 1919 - Chavela Vargas, cantante costaricana († 2012)
- 1919 - Aldo Marelli, calciatore italiano († 2010)
- 1919 - Juan Rodolfo Wilcock, poeta, scrittore e critico letterario argentino († 1978)
- 1920 - Alfonso Borra, calciatore e allenatore di calcio italiano († 1998)
- 1920 - Patrick Bruun, storico e numismatico finlandese († 2007)
- 1920 - Edmonde Charles-Roux, scrittrice e giornalista francese († 2016)
- 1920 - Jacques D'Hondt, filosofo e partigiano francese († 2012)
- 1920 - Adriano Franceschini, storico e epigrafista italiano († 2005)
- 1920 - Lidia Pasqualini, personaggio televisivo italiano († 2012)
- 1920 - Luciano Tajoli, cantante e attore italiano († 1996)
- 1921 - Grigorij Ivanovič Davidenko, militare e aviatore sovietico († 1945)
- 1921 - Roberto Jouvenal, avvocato italiano († 1988)
- 1921 - Maurizio Jurgens, autore televisivo, regista radiofonico e commediografo italiano († 1975)
- 1921 - Gilberto Malvestuto, partigiano italiano († 2023)
- 1921 - Costantino Petrosellini, militare e aviatore italiano († 2015)
- 1921 - Graciela Rivera, cantante lirica portoricana († 2011)
- 1921 - Umberto Sgarzi, pittore italiano († 2017)
- 1921 - Sergio Sollima, regista, sceneggiatore e critico cinematografico italiano († 2015)
- 1922 - Rafael I Bidawid, patriarca cattolico iracheno († 2003)
- 1922 - Andy Duncan, cestista statunitense († 2006)
- 1922 - Luigi Marras, politico italiano († 2015)
- 1922 - Josè Paolinelli, calciatore italiano († 1996)
- 1923 - Elio Filippo Accrocca, poeta, scrittore e traduttore italiano († 1996)
- 1923 - Lindsay Anderson, regista britannico († 1994)
- 1923 - Étienne Bally, velocista francese († 2018)
- 1923 - Leo Katkaveck, cestista e giocatore di baseball statunitense († 2006)
- 1923 - Lon McCallister, attore statunitense († 2005)
- 1923 - Ken Mudford, pilota motociclistico neozelandese († 2004)
- 1923 - Gianni Raimondi, tenore italiano († 2008)
- 1923 - Jacques Sternberg, scrittore belga († 2006)
- 1924 - Carmelo Cammarata, scultore italiano († 1999)
- 1924 - Amedeo Cattani, calciatore italiano († 2013)
- 1924 - Giorgio Fattori, giornalista e scrittore italiano († 2007)
- 1924 - Jovan Kratohvil, scultore e tiratore a segno jugoslavo († 1998)
- 1924 - Giuseppe Nenci, storico, filologo classico e archeologo italiano († 1999)
- 1924 - Assunta Stacconi, attrice italiana († 2007)
- 1925 - Falco Accame, ammiraglio e politico italiano († 2021)
- 1925 - Carlo Di Palma, direttore della fotografia, regista e sceneggiatore italiano († 2004)
- 1925 - Alfonso Guadagni, militare e agente segreto italiano († 1944)
- 1925 - Erich Göstl, militare austriaco († 1990)
- 1925 - Jack Jones, pallanuotista britannico († 2016)
- 1925 - Arthur Larsen, tennista statunitense († 2012)
- 1925 - René Moawad, politico libanese († 1989)
- 1925 - Paolo Tilche, architetto, designer e conduttore televisivo italiano († 2002)
- 1926 - Angelo D'Alessandro, regista, sceneggiatore e autore televisivo italiano († 2011)
- 1926 - Luciana Frezza, poetessa e traduttrice italiana († 1992)
- 1926 - Oddvar Kruge, calciatore norvegese († 2015)
- 1926 - Claudio Leonardi, storico e latinista italiano († 2010)
- 1926 - Joan Lorring, attrice statunitense († 2014)
- 1927 - Gunnar Andersson, pilota automobilistico svedese († 2009)
- 1927 - Junior Collins, cornista statunitense († 1976)
- 1927 - Luis Pascual Dri, cardinale argentino († 2025)
- 1927 - Pasquale Educ, partigiano italiano († 1944)
- 1927 - Margot Honecker, politica tedesca († 2016)
- 1927 - Graziella Sciutti, soprano italiano († 2001)
- 1928 - Dino Dania, calciatore italiano († 2016)
- 1928 - Arrigo Gattai, dirigente sportivo italiano († 2012)
- 1928 - Bato Govedarica, cestista statunitense († 2006)
- 1928 - Saeed Mehdiyoun, generale iraniano († 1980)
- 1928 - François-Xavier Nguyễn Văn Thuận, cardinale e arcivescovo cattolico vietnamita († 2002)
- 1928 - Cynthia Ozick, scrittrice statunitense
- 1928 - Dante Zucchini, partigiano, imprenditore e antifascista italiano († 2018)
- 1929 - Mariama Bâ, scrittrice senegalese († 1981)
- 1929 - John Erickson, storico britannico († 2002)
- 1929 - Michael Forest, attore e doppiatore statunitense
- 1929 - Odete Lara, attrice, cantante e scrittrice brasiliana († 2015)
- 1929 - James Last, musicista, compositore e direttore d'orchestra tedesco († 2015)
- 1929 - Helen Meier, insegnante e scrittrice svizzera († 2021)
- 1929 - Karl-Erik Palmér, calciatore svedese († 2015)
- 1929 - Józef Pińkowski, politico e economista polacco († 2000)
- 1930 - Reza Badiyi, regista iraniano († 2011)
- 1930 - Chris Barber, trombonista, arrangiatore e compositore britannico († 2021)
- 1930 - Luciano Glori, cantante italiano († 2000)
- 1930 - Rémy Julienne, stuntman francese († 2021)
- 1930 - Henry Lincoln, scrittore e attore britannico († 2022)
- 1930 - Sam Noto, trombettista statunitense
- 1930 - Al Schmitt, produttore discografico statunitense († 2021)
- 1930 - Mario Traina, numismatico italiano († 2010)
- 1930 - Venantino Venantini, attore e stuntman italiano († 2018)
- 1931 - Malcolm Browne, giornalista e fotografo statunitense († 2012)
- 1931 - Manuel Haro, calciatore e allenatore di calcio spagnolo († 2013)
- 1931 - Benedito Ruy Barbosa, sceneggiatore, autore televisivo e scrittore brasiliano
- 1931 - Esteban Siller, doppiatore messicano († 2013)
- 1931 - Junpei Takiguchi, attore e doppiatore giapponese († 2011)
- 1932 - Jean-Pierre Kintz, storico e docente francese († 2018)
- 1932 - Ulderico Munzi, giornalista e scrittore italiano († 2020)
- 1932 - Adelmo Ponzoni, calciatore italiano († 2008)
- 1932 - Šazam Safin, lottatore sovietico († 1985)
- 1933 - David Axelrod, compositore e produttore discografico statunitense († 2017)
- 1933 - Joachim Kroll, serial killer tedesco († 1991)
- 1934 - Iwannis Louis Awad, vescovo cattolico siriano († 2020)
- 1934 - Brian Gubby, ex pilota automobilistico britannico
- 1934 - Michel Housse, ex cestista francese
- 1934 - Don Kirshner, editore musicale e produttore discografico statunitense († 2011)
- 1934 - Aleksej Nikolaevič Sacharov, regista sovietico († 1999)
- 1935 - Gian Paolo Bazzoni, scrittore, poeta e drammaturgo italiano († 2014)
- 1935 - Salah Djebaïli, biologo e calciatore francese († 1994)
- 1935 - Bernardino Giuliana, poeta italiano († 1999)
- 1935 - Shōji Kamata, ex cestista e allenatore di pallacanestro giapponese
- 1935 - Gigi Pirarba, doppiatore e conduttore televisivo italiano († 2023)
- 1936 - Hilde Schramm, politica e attivista tedesca
- 1937 - Zoltán Berczik, tennistavolista ungherese († 2011)
- 1937 - Don Buchla, inventore statunitense († 2016)
- 1937 - Guus Haak, ex calciatore olandese
- 1937 - Yoland Lévèque, pugile francese († 2011)
- 1937 - Ferdinand Piëch, imprenditore austriaco († 2019)
- 1938 - Alberto Duvina, calciatore italiano († 2018)
- 1938 - Perrette Pradier, attrice francese († 2013)
- 1939 - Francis Bazire, ciclista su strada francese († 2022)
- 1939 - Paul Carbonaro, ex calciatore maltese
- 1939 - Gilberto Cavicchioli, scrittore e politico italiano
- 1939 - Piero De Martini, architetto, designer e musicologo italiano
- 1939 - Ermanno Detti, giornalista, saggista e scrittore italiano
- 1939 - Paolo Fabbri, semiologo italiano († 2020)
- 1939 - Ireneo di Gerusalemme, arcivescovo ortodosso greco († 2023)
- 1939 - Lynda Lee Mead, ex modella statunitense
- 1939 - Aniceto Molina, cantautore e fisarmonicista colombiano († 2015)
- 1940 - Yvonne Blake, costumista e attrice britannica († 2018)
- 1940 - Jacyr Francisco Braido, vescovo cattolico brasiliano
- 1940 - Claire Bretécher, fumettista francese († 2020)
- 1940 - Eric Dancer, imprenditore britannico
- 1940 - Nicolò Deligia, ex pentatleta italiano
- 1940 - Ira von Fürstenberg, nobile, attrice e designer italiana († 2024)
- 1940 - Billy Fury, cantante britannico († 1983)
- 1940 - Alfeo Garini, politico italiano
- 1940 - Siegfried Jerusalem, tenore tedesco
- 1940 - Anja Silja, soprano tedesco
- 1940 - Paolo Urso, vescovo cattolico italiano
- 1940 - Agostino Vallini, cardinale e arcivescovo cattolico italiano
- 1941 - André Azoulay, politico marocchino
- 1941 - Vittorio Chiesura, politico italiano
- 1941 - Paul Sullivan, ex tennista statunitense
- 1942 - Han Bennink, batterista olandese
- 1942 - David Bradley, attore britannico
- 1942 - Mario Brenta, regista, sceneggiatore e direttore della fotografia italiano
- 1942 - Katia Krafft, vulcanologa francese († 1991)
- 1942 - Moishe Postone, storico canadese († 2018)
- 1942 - Buster Williams, bassista e compositore statunitense
- 1942 - Ágústa Þorsteinsdóttir, nuotatrice islandese († 2008)
- 1943 - Roy Estrada, musicista statunitense
- 1943 - Neil Johnson, ex cestista statunitense
- 1943 - Aldo Alessandro Mola, storico italiano
- 1943 - Wayne Molis, cestista statunitense († 2002)
- 1943 - Francesco Guido Ravinale, vescovo cattolico italiano
- 1944 - Lois Diéguez, scrittore e poeta spagnolo
- 1944 - Matthijs van Heijningen, produttore cinematografico olandese
- 1944 - Solomon Moiseevič Volkov, scrittore e musicologo russo
- 1945 - Ferenc Konrád, pallanuotista ungherese († 2015)
- 1945 - Giuseppe Papponetti, critico letterario e filologo italiano († 2012)
- 1945 - Dan Sparks, ex cestista e allenatore di pallacanestro statunitense
- 1945 - Pavel Stratil, ex calciatore cecoslovacco
- 1946 - Alain Dorval, attore e doppiatore francese († 2024)
- 1946 - Enrico Guaraldo, francesista italiano († 2013)
- 1946 - Gilles Kahn, informatico francese († 2006)
- 1946 - Georges Köhler, biologo tedesco († 1995)
- 1946 - Jesús Murgui Soriano, vescovo cattolico spagnolo
- 1946 - Maria José de Lancastre, critica letteraria, traduttrice e curatrice editoriale portoghese
- 1946 - Carrie de Swaan, regista e psicologa olandese († 2010)
- 1947 - Patrizia Cavalli, poeta e scrittrice italiana († 2022)
- 1947 - Marty Domres, ex giocatore di football americano e economista statunitense
- 1947 - Gene Guglielmi, cantautore italiano
- 1947 - Kazuichi Hanawa, fumettista giapponese
- 1947 - Vincenzo La Valva, naturalista e botanico italiano († 2010)
- 1947 - Sherrie Levine, fotografa statunitense
- 1947 - Corrado Marmo, ex calciatore italiano
- 1947 - Linda Martin, cantante e conduttrice televisiva irlandese
- 1947 - El-Sayed Mubarak, ex cestista egiziano
- 1947 - Paola Pitti, attrice e modella italiana
- 1947 - Charles Frank, attore statunitense
- 1947 - Paul Thomas, attore e regista statunitense († 2025)
- 1948 - Jacek Bierkowski, ex schermidore polacco
- 1948 - John Gray, filosofo inglese
- 1948 - Jan Hammer, tastierista e compositore ceco
- 1948 - Geoff Petrie, ex cestista e dirigente sportivo statunitense
- 1948 - Algirdas Saudargas, politico lituano
- 1948 - Pekka Vasala, ex mezzofondista finlandese
- 1949 - Zbigniew Gut, calciatore polacco († 2010)
- 1949 - Miguel Mejía Barón, allenatore di calcio messicano
- 1949 - Frank Russell, cestista statunitense († 2021)
- 1950 - Marilena Adamo, politica italiana
- 1950 - L. Scott Caldwell, attrice statunitense
- 1950 - Jean-Jacques Milteau, armonicista francese
- 1950 - Franco Poli, designer italiano
- 1950 - Kevin Porter, ex cestista e allenatore di pallacanestro statunitense
- 1950 - Gérard Schivardi, politico francese
- 1950 - Michele Seffer, musicista e compositore italiano († 2006)
- 1951 - Eduardo Carletti, scrittore e editore argentino
- 1951 - Bindu, attrice indiana
- 1951 - Antonio Di Rosa, giornalista italiano
- 1951 - Julio César Franco, politico e medico paraguaiano
- 1951 - Horst Hrubesch, allenatore di calcio, dirigente sportivo e ex calciatore tedesco
- 1951 - Ivan Kolev, ex lottatore bulgaro
- 1951 - Joachim Linnemann, ex cestista tedesco
- 1951 - Jan Mattsson, ex calciatore svedese
- 1951 - Olivia Hussey, attrice argentina († 2024)
- 1951 - Carlo Pelanda, politologo e economista italiano
- 1951 - Börje Salming, hockeista su ghiaccio svedese († 2022)
- 1951 - Pam Teeguarden, ex tennista statunitense
- 1951 - Paolo Tuttino, allenatore di calcio e ex calciatore italiano
- 1951 - George Weigel, filosofo e scrittore statunitense
- 1952 - Joe Alaskey, attore e doppiatore statunitense († 2016)
- 1952 - Fabio Borzoni, ex calciatore italiano
- 1952 - Tom Bruce, nuotatore statunitense († 2020)
- 1952 - Valeria D'Obici, attrice italiana
- 1952 - Éric Deblicker, ex tennista e allenatore di tennis francese
- 1952 - Rubén Toribio Díaz, ex calciatore peruviano
- 1952 - John McColl, generale britannico
- 1952 - Željko Ražnatović, militare, agente segreto e criminale serbo († 2000)
- 1952 - Mattia Sbragia, attore italiano
- 1952 - Ed Searcy, ex cestista statunitense
- 1953 - Diederik Aerts, fisico belga
- 1953 - Pierre Assouline, scrittore, giornalista e blogger francese
- 1954 - Omer Bartov, storico israeliano
- 1954 - Paolo Cavaglione, giornalista italiano
- 1954 - Wendy D'Olive, attrice italiana
- 1954 - Vicente Duncan, ex cestista e allenatore di pallacanestro panamense
- 1954 - Pasquale Fanesi, allenatore di calcio e ex calciatore italiano
- 1954 - Benny Kohlberg, ex fondista svedese
- 1954 - Ján Kozák, allenatore di calcio, dirigente sportivo e ex calciatore cecoslovacco
- 1954 - Maurizio Marchei, ex calciatore italiano
- 1954 - DeWayne McKnight, chitarrista e compositore statunitense
- 1954 - Jesús Ortiz, ex schermidore cubano
- 1954 - Riccardo Patrese, ex pilota automobilistico italiano
- 1954 - Roddy Piper, wrestler e attore canadese († 2015)
- 1954 - Michael Sembello, cantante, musicista e produttore discografico statunitense
- 1954 - Ben-Dror Yemini, giornalista israeliano
- 1955 - Patricia Barbizet, dirigente d'azienda francese
- 1955 - Louise Cardoso, attrice brasiliana
- 1955 - Byron Cherry, attore statunitense
- 1955 - Angela Ciochină, cantante e compositrice rumena († 2015)
- 1955 - Todd Lickliter, allenatore di pallacanestro statunitense
- 1955 - Markus Perwanger, giornalista, conduttore televisivo e politico italiano
- 1955 - Jerzy Pietrzyk, ex velocista polacco
- 1955 - Pete Shelley, musicista inglese († 2018)
- 1955 - Kristine Sutherland, attrice statunitense
- 1956 - Godwin Odiye, allenatore di calcio e calciatore nigeriano
- 1956 - Vyto Ruginis, attore e produttore cinematografico britannico
- 1956 - Anders Tegnell, medico e epidemiologo svedese
- 1957 - Afrika Bambaataa, rapper e disc jockey statunitense
- 1957 - Dwane Casey, allenatore di pallacanestro e ex cestista statunitense
- 1957 - Hubert Gardas, ex schermidore francese
- 1957 - Nick Hornby, scrittore, sceneggiatore e paroliere britannico
- 1957 - Gloria Nuti, cantautrice italiana
- 1957 - Arvo Ojalehto, sollevatore finlandese
- 1957 - Venera Padua, politica e medico italiana
- 1957 - Susan Roman, doppiatrice e direttrice del doppiaggio canadese
- 1957 - Mauro Sabbione, compositore, pianista e tastierista italiano († 2022)
- 1957 - Zinedine Soualem, attore algerino
- 1957 - Giuseppe Zanotti, stilista italiano
- 1958 - Michael Bach, violoncellista e compositore tedesco
- 1958 - John McGeady, ex calciatore scozzese
- 1958 - Marek Motyka, allenatore di calcio e ex calciatore polacco
- 1958 - Sandro Piccinini, giornalista, conduttore televisivo e telecronista sportivo italiano
- 1958 - Rainer Strohbach, ex nuotatore tedesco orientale
- 1958 - Kevin Wacholz, ex wrestler statunitense
- 1959 - Sean Bean, attore britannico
- 1959 - Peter Doig, pittore britannico
- 1959 - Fabio Granata, politico italiano
- 1959 - David Hunt, ex calciatore inglese
- 1959 - Zoran Krečković, ex cestista e allenatore di pallacanestro serbo
- 1959 - Li Meisu, ex pesista cinese
- 1959 - Majid Majidi, regista, sceneggiatore e produttore cinematografico iraniano
- 1959 - Jean Ravelonarivo, militare e politico malgascio
- 1959 - Walter Ricciardi, igienista, funzionario e attore italiano
- 1959 - Peter Simonsen, ex calciatore neozelandese
- 1960 - Ruth Ben-Ghiat, storica statunitense
- 1960 - Didier Burkhalter, politico svizzero
- 1960 - Pascale Ferran, regista e sceneggiatrice francese
- 1960 - Panagiōtīs Maragkos, ex calciatore cipriota
- 1960 - Darko Mirt, ex cestista e allenatore di pallacanestro sloveno
- 1960 - Roberto Pérez, calciatore boliviano († 2024)
- 1960 - Vladimir Poljakov, ex astista sovietico
- 1960 - Daniele Sepe, sassofonista e compositore italiano
- 1960 - Sabina Simmonds, ex tennista italiana
- 1960 - Mariapia Veladiano, scrittrice italiana
- 1960 - Thierno Youm, ex calciatore senegalese
- 1961 - Alessandro Carmignani, controtenore italiano
- 1961 - Daniel Dias, ex calciatore macaense
- 1961 - Boomer Esiason, ex giocatore di football americano statunitense
- 1961 - Bella Freud, stilista inglese
- 1961 - Luca Gallesi, anglista, traduttore e insegnante italiano
- 1961 - Greg Gianforte, politico statunitense
- 1961 - Rubén Insúa, allenatore di calcio e ex calciatore argentino
- 1961 - Rebecca Luker, soprano e attrice statunitense († 2020)
- 1961 - Mats Olausson, tastierista svedese († 2015)
- 1961 - Carlo Rota, attore britannico
- 1961 - Paola Toniolli, ex sciatrice alpina italiana
- 1962 - Maurizio Colantoni, giornalista e telecronista sportivo italiano
- 1962 - Reinaldo Felisbino, ex calciatore brasiliano
- 1962 - Nancy Hogshead, ex nuotatrice statunitense
- 1962 - Christiane Knacke, ex nuotatrice tedesca orientale
- 1962 - Peter Lips, giocatore di curling svizzero
- 1962 - Ismail Mohamed, ex calciatore iracheno
- 1963 - Manuel Aller, ex cestista e allenatore di pallacanestro spagnolo
- 1963 - Marie Angliviel de la Beaumelle, designer italiana († 2013)
- 1963 - Pedro Casablanc, attore, regista e doppiatore spagnolo
- 1963 - Susanna Cenni, politica italiana
- 1963 - Andre Goode, ex cestista statunitense
- 1963 - Joel Murray, attore statunitense
- 1963 - Fucsia Nissoli, politica italiana
- 1963 - Don Michael Paul, attore e regista statunitense
- 1964 - Mika Akitaka, illustratore giapponese
- 1964 - Andrej Borisenko, cosmonauta russo
- 1964 - Ken Daneyko, ex hockeista su ghiaccio canadese
- 1964 - Norio Imamura, attore teatrale e doppiatore giapponese
- 1964 - Maynard James Keenan, cantante statunitense
- 1964 - Sokol Kushta, ex calciatore albanese
- 1964 - Marina Moffa, ex cestista australiana
- 1964 - Wisdom Mumba Chansa, calciatore zambiano († 1993)
- 1964 - Luis Novaresio, giornalista e avvocato argentino
- 1964 - Lela Rochon, attrice e produttrice televisiva statunitense
- 1964 - Pierre Vincent, allenatore di pallacanestro francese
- 1964 - Giorgio Zanin, politico italiano
- 1965 - Chuck Biscuits, batterista canadese
- 1965 - Javier Girotto, sassofonista, compositore e arrangiatore argentino
- 1965 - Patrick Harrington, ex calciatore e ex giocatore di calcio a 5 canadese
- 1965 - Eric Kumerow, ex giocatore di football americano statunitense
- 1965 - Takaya Kuroda, doppiatore giapponese
- 1965 - Teodosio Losito, sceneggiatore, cantante e attore italiano († 2019)
- 1965 - William Mapother, attore statunitense
- 1965 - Luis Pérez Ramírez, ex calciatore cileno
- 1965 - Loredana Siorpaes, ex giocatrice di curling italiana
- 1965 - Maja Weiss, regista e sceneggiatrice slovena
- 1966 - Dominic Carter, attore britannico
- 1966 - Stefano Fassina, economista e politico italiano
- 1966 - Robert Kuczyński, scacchista polacco
- 1966 - Kuyangana Makukula, ex calciatore della Repubblica Democratica del Congo
- 1966 - Paola Perego, conduttrice televisiva, imprenditrice e conduttrice radiofonica italiana
- 1966 - Sergej Puskepalis, attore russo († 2022)
- 1966 - Asa Roos, ex cestista svedese
- 1966 - Chiyaan Vikram, attore indiano
- 1966 - Sergej Jur'evič Šipov, scacchista russo
- 1967 - Leslie Bega, attrice statunitense
- 1967 - Matt Chamberlain, batterista statunitense
- 1967 - Henry Ian Cusick, attore britannico
- 1967 - Kimberly Elise, attrice statunitense
- 1967 - Timothy Gibbs, attore statunitense
- 1967 - Giuseppe Girgenti, filosofo italiano
- 1967 - Emmanuel Itier, attore, regista e produttore cinematografico francese
- 1967 - Roger Johansson, ex hockeista su ghiaccio svedese
- 1967 - Ian Jones, ex rugbista a 15 e conduttore televisivo neozelandese
- 1967 - Birgitta Jónsdóttir, politica e anarchica islandese
- 1967 - Sergio Mannironi, ex sollevatore italiano
- 1967 - Liz Phair, cantante, compositrice e chitarrista statunitense
- 1967 - Nadežda Talanova, ex biatleta russa
- 1967 - Roman Torn, ex sciatore alpino canadese
- 1968 - Chang Wen-Chung, ex giocatore di baseball taiwanese
- 1968 - Pierangelo Cibien, ex hockeista su ghiaccio italiano
- 1968 - Rosanna Conte, politica italiana
- 1968 - Ornella Ferrara, ex maratoneta italiana
- 1968 - Phil Henderson, cestista statunitense († 2013)
- 1968 - George Holding, politico statunitense
- 1968 - Valerija, cantante russa
- 1968 - Eric Lamaze, cavaliere canadese
- 1968 - Sergej Ložkin, ex biatleta russo
- 1968 - Adam McKay, regista, sceneggiatore e attore statunitense
- 1968 - Johan Melsen, ex ciclista su strada belga
- 1968 - Marla Schaffel, attrice e cantante statunitense
- 1969 - Alessandro Bertolucci, allenatore di hockey su pista e ex hockeista su pista italiano
- 1969 - Massimiliano Capuzzoni, rugbista a 15 italiano († 1995)
- 1969 - Joško Kreković, ex pallanuotista e allenatore di pallanuoto croato
- 1969 - Eeke van Nes, ex canottiera olandese
- 1969 - Paulo Jackson Nóbrega de Sousa, arcivescovo cattolico brasiliano
- 1969 - Yoko Takahagi, ex calciatrice giapponese
- 1970 - Pascale Arbillot, attrice francese
- 1970 - Mikiko Hagiwara, allenatrice di pallacanestro e ex cestista giapponese
- 1970 - Mike Hansen, ex cestista spagnolo
- 1970 - Slim Jedidi, ex arbitro di calcio tunisino
- 1970 - Flavio Nani, fumettista italiano
- 1970 - Redman, rapper, produttore discografico e attore statunitense
- 1970 - Adam Rom, attore pornografico russo
- 1970 - Terry Schiavo, attrice, giornalista e cantante italiana
- 1970 - Roberto Sosa, attore e regista messicano
- 1970 - Staffan Tällberg, ex saltatore con gli sci svedese
- 1970 - Claudia de Lillo, giornalista, scrittrice e conduttrice radiofonica italiana
- 1971 - Jim Acosta, giornalista statunitense
- 1971 - José Cevallos, dirigente sportivo, politico e ex calciatore ecuadoriano
- 1971 - Cosimo Ferri, politico e magistrato italiano
- 1971 - Francisco Lima, allenatore di calcio e ex calciatore brasiliano
- 1971 - Davide Micillo, allenatore di calcio e ex calciatore italiano
- 1971 - Simona Petrucci, politica italiana
- 1971 - Herby Raynaud, schermidore statunitense
- 1971 - Francesco Stefani, ex canoista italiano
- 1972 - Gianluca Abignente, allenatore di pallacanestro italiano
- 1972 - Anna Andreussi, copilota di rally italiana
- 1972 - Tony Boselli, giocatore di football americano statunitense
- 1972 - Juanjo Cañas, ex calciatore spagnolo
- 1972 - Orlando Cinque, attore italiano
- 1972 - Jennifer Garner, attrice, produttrice cinematografica e produttrice televisiva statunitense
- 1972 - Tomaž Globočnik, biatleta e fondista sloveno
- 1972 - Celso Guerrero, ex calciatore paraguaiano
- 1972 - Kazunari Koga, ex calciatore giapponese
- 1972 - Johannes Bah Kuhnke, attore e cantante svedese
- 1972 - Dylan Mika, rugbista a 15 neozelandese († 2018)
- 1972 - Muttiah Muralitharan, crickettista singalese
- 1972 - Raisa O'Farrill, pallavolista cubana († 2023)
- 1972 - Claudia Peracchia, ex cestista e allenatrice di pallacanestro italiana
- 1972 - Francesca Romana Perrotta, cantautrice italiana
- 1972 - Cristian Traverso, ex calciatore argentino
- 1972 - Judes Vaton, ex calciatore francese
- 1972 - Jarkko Wiss, allenatore di calcio e ex calciatore finlandese
- 1973 - Ross Aloisi, allenatore di calcio, commentatore televisivo e ex calciatore australiano
- 1973 - Kenneth Carlsen, allenatore di tennis e ex tennista danese
- 1973 - Juan Carlos Franco, ex calciatore paraguaiano
- 1973 - Cristiano Frattini, ex ciclista su strada italiano
- 1973 - Zoran Jovičić, ex calciatore serbo
- 1973 - Livio Magnini, chitarrista, compositore e ex schermidore italiano
- 1973 - Brett Maher, ex cestista australiano
- 1973 - Marcão, ex calciatore brasiliano
- 1973 - Harold Mrazek, ex cestista svizzero
- 1973 - Theo Ratliff, ex cestista statunitense
- 1973 - Sebastian Siebrecht, scacchista tedesco
- 1974 - Victoria Beckham, imprenditrice e stilista britannica
- 1974 - Mikael Åkerfeldt, cantante e chitarrista svedese
- 1974 - Carine Bonnefoy, pianista, direttore d'orchestra e compositore francese
- 1974 - Choi Yoon-yeol, ex calciatore sudcoreano
- 1974 - Víctor Manuel Fernández Gutiérrez, allenatore di calcio e ex calciatore spagnolo
- 1974 - Ekaterina Kovalevskaja, scacchista russa
- 1974 - Erik van der Linden, triatleta olandese
- 1975 - Gabriele Becker, ex velocista tedesca
- 1975 - Nikolaj Chomeriki, regista e sceneggiatore russo
- 1975 - Stefano Fiore, allenatore di calcio, dirigente sportivo e ex calciatore italiano
- 1975 - Gianfranco Guareschi, pilota motociclistico italiano
- 1975 - Oleg Viktorovič Maltsev, psicologo ucraino
- 1975 - José Luis Martínez-Almeida, politico spagnolo
- 1975 - Maciej Meller, chitarrista polacco
- 1975 - Wélton, ex calciatore brasiliano
- 1975 - Wenderson Arruda Said, allenatore di calcio e ex calciatore brasiliano
- 1976 - Sizzla, cantante giamaicano
- 1976 - Anna Geislerová, attrice ceca
- 1976 - Maïwenn, attrice, regista e sceneggiatrice francese
- 1976 - Monet Mazur, attrice e modella statunitense
- 1976 - Lavinia Mennuni, politica italiana
- 1976 - Mathew Quinn, velocista sudafricano
- 1976 - Germán Real, ex calciatore argentino
- 1976 - Uladzimir Samsonaŭ, tennistavolista bielorusso
- 1976 - Raphael Schweda, ex ciclista su strada e dirigente sportivo tedesco
- 1976 - Camilla Sjoberg, modella, showgirl e attrice svedese
- 1976 - Federica Torti, conduttrice televisiva italiana
- 1976 - Ioska Versari, attore e chitarrista italiano
- 1976 - Maurice Wignall, ex ostacolista giamaicano
- 1976 - Morgan Williams, ex rugbista a 15 e allenatore di rugby a 15 canadese
- 1977 - Zema Abbey, allenatore di calcio e ex calciatore inglese
- 1977 - Goran Drulić, ex calciatore serbo
- 1977 - He Ying, arciera cinese
- 1977 - Chad Hedrick, pattinatore di velocità su ghiaccio e pattinatore di velocità in-line statunitense
- 1977 - Frederik Magle, compositore, organista e pianista danese
- 1977 - Juan Carlos Martínez, ex cestista dominicano
- 1977 - Nélson Veríssimo, allenatore di calcio e ex calciatore portoghese
- 1978 - Monika Bergmann, ex sciatrice alpina tedesca
- 1978 - Juan Castillo, ex calciatore uruguaiano
- 1978 - Bjørn Dahl, calciatore norvegese
- 1978 - Felipe Reinaldo da Silva, ex calciatore brasiliano
- 1978 - Lindsay Hartley, attrice, regista e sceneggiatrice statunitense
- 1978 - Henry Lapczyk, ex calciatore paraguaiano
- 1978 - Loukas Louka, ex calciatore cipriota
- 1978 - Hannu Manninen, ex combinatista nordico e ex fondista finlandese
- 1978 - Maylana Martin, ex cestista e allenatrice di pallacanestro statunitense
- 1978 - Arild Sundgot, allenatore di calcio e ex calciatore norvegese
- 1978 - Jason White, ex rugbista a 15 britannico
- 1978 - Anna Wielebnowska, ex cestista polacca
- 1978 - Satoshi Yamaguchi, allenatore di calcio e ex calciatore giapponese
- 1979 - Hannah Blythyn, politica gallese
- 1979 - Silvia Bosurgi, ex pallanuotista italiana
- 1979 - Eric Brewer, hockeista su ghiaccio canadese
- 1979 - Ken Duken, attore tedesco
- 1979 - Abdelmajid Eddine, ex calciatore marocchino
- 1979 - Tate Ellington, attore statunitense
- 1979 - Hanne Hukkelberg, cantante norvegese
- 1979 - Aurore Lalucq, economista e politica francese
- 1979 - Rodrigo Santana, pallavolista brasiliano
- 1979 - José Serpa, ciclista su strada e pistard colombiano
- 1979 - Sung Si-kyung, cantante e attore sudcoreano
- 1979 - Wang Feng, tuffatore cinese
- 1979 - Krzysztof Wołczek, ex calciatore polacco
- 1979 - Marija Šestak, ex triplista jugoslava
- 1980 - Richie Baker, ex calciatore irlandese
- 1980 - Caner Cindoruk, attore turco
- 1980 - Ramel Curry, ex cestista statunitense
- 1980 - Nicholas D'Agosto, attore statunitense
- 1980 - Thomas Frei, ex biatleta e fondista svizzero
- 1980 - Alaina Huffman, attrice e modella canadese
- 1980 - Raúl Jara, pilota motociclistico spagnolo
- 1980 - Bayano Kamani, ex ostacolista panamense
- 1980 - Ilya Kovalenko, ex calciatore kirghiso
- 1980 - Héctor de Mata, ex calciatore e ex giocatore di calcio a 5 guatemalteco
- 1980 - Cameron McKenzie-McHarg, canottiere australiano
- 1980 - Peter Öberg, orientista svedese
- 1980 - Kiril Petkov, politico, economista e imprenditore bulgaro
- 1980 - Óscar Rodríguez Antequera, ex calciatore spagnolo
- 1980 - Ricardo Trigueño Foster, ex calciatore guatemalteco
- 1980 - Fabián Vargas, ex calciatore colombiano
- 1980 - Curtis Woodhouse, allenatore di calcio e ex calciatore inglese
- 1980 - Céu, cantante e cantautrice brasiliana
- 1981 - Susie Amy, attrice britannica
- 1981 - Diego Baldoin, attore teatrale, doppiatore e direttore del doppiaggio italiano
- 1981 - Luca Denicolà, ex calciatore svizzero
- 1981 - Charlie Hofheimer, attore statunitense
- 1981 - Kanstancin Kal'coŭ, hockeista su ghiaccio e allenatore di hockey su ghiaccio bielorusso († 2024)
- 1981 - Jenny Meadows, mezzofondista e velocista britannica
- 1981 - Michael Mifsud, ex calciatore maltese
- 1981 - Markéta Mokrošová, ex cestista ceca
- 1981 - Kazuhiro Mori, ex calciatore giapponese
- 1981 - Fahrudin Mustafić, ex calciatore serbo
- 1981 - Hanna Pakarinen, cantante finlandese
- 1981 - Ljudmila Sirotkina, pentatleta russa
- 1981 - Chris Thompson, mezzofondista e maratoneta britannico
- 1981 - Juryj Žaŭnoŭ, ex calciatore bielorusso
- 1981 - Zhang Yaokun, ex calciatore cinese
- 1982 - Mohammad Muneer, ex calciatore giordano
- 1982 - Samson Barmao, ex maratoneta keniota
- 1982 - Cristian Berra, ex calciatore argentino
- 1982 - Holly Brooks, ex fondista statunitense
- 1982 - Mamadou Diallo, ex calciatore maliano
- 1982 - Joetex Asamoah Frimpong, ex calciatore ghanese
- 1982 - Lisa Gatto, ex pistard e ciclista su strada italiana
- 1982 - Marvin González, ex calciatore salvadoregno
- 1982 - Terence Joubert, schermidore francese
- 1982 - Martin Kampmann, artista marziale misto danese
- 1982 - Taja, cantante lituana
- 1982 - Lee Joon-gi, attore, cantante e modello sudcoreano
- 1982 - Lee Si-young, attrice e ex pugile sudcoreana
- 1982 - Wouter Mol, ex ciclista su strada olandese
- 1982 - Barbara Weldens, cantante, artista e circense francese († 2017)
- 1982 - Tyron Woodley, artista marziale misto, pugile e attore statunitense
- 1982 - Jaouad Zairi, ex calciatore marocchino
- 1983 - Gal Alberman, allenatore di calcio e ex calciatore israeliano
- 1983 - Benoît Bastien, arbitro di calcio francese
- 1983 - Claudio Bosia, ex sciatore freestyle svizzero
- 1983 - Cho Won-hee, ex calciatore sudcoreano
- 1983 - Lyndsie Fogarty, canoista australiana
- 1983 - Szabolcs Huszti, allenatore di calcio e ex calciatore ungherese
- 1983 - Roberto Jiménez Jiménez, calciatore peruviano
- 1983 - Thomas Kristensen, allenatore di calcio e ex calciatore danese
- 1983 - Andrea Marcato, allenatore di rugby a 15, rugbista a 15 e dirigente sportivo italiano
- 1983 - Guy Reschenthaler, politico statunitense
- 1983 - Aleksej Velikodnyj, pentatleta russo
- 1983 - Jakov Vladović, ex cestista e allenatore di pallacanestro croato
- 1983 - Robert Wagner, dirigente sportivo e ex ciclista su strada tedesco
- 1983 - Federico Zappino, filosofo italiano
- 1984 - Pablo Sebastián Álvarez, ex calciatore argentino
- 1984 - Siyar Bahadurzada, artista marziale misto afghano
- 1984 - Ryan Bell, ex cestista canadese
- 1984 - Francis Crippen, nuotatore statunitense († 2010)
- 1984 - Matt Cunneen, ex calciatore olandese
- 1984 - Rosanna Davison, modella e attrice irlandese
- 1984 - Rebecca Dayan, attrice e modella francese
- 1984 - Gaoussou Fofana, calciatore ivoriano
- 1984 - Marcin Komorowski, ex calciatore polacco
- 1984 - Zsuzsanna Laky, modella ungherese
- 1984 - Mathieu Lemoine, cavaliere francese
- 1984 - Jed Lowrie, giocatore di baseball statunitense
- 1984 - Il'ja Mokrecov, schermidore russo
- 1984 - Yūki Ōkubo, ex calciatore giapponese
- 1984 - Raffaele Palladino, allenatore di calcio e ex calciatore italiano
- 1984 - Steven Pruitt, funzionario statunitense
- 1984 - Matteo Rauzino, pallanuotista italiano
- 1984 - Kevin Tiggs, ex cestista statunitense
- 1984 - C.J. Watson, ex cestista statunitense
- 1984 - Paul-Henri de Le Rue, ex snowboarder francese
- 1985 - Jonathan Cheever, snowboarder statunitense
- 1985 - Antonio Graves, ex cestista statunitense
- 1985 - Takuya Honda, ex calciatore giapponese
- 1985 - Kęstutis Ivaškevičius, ex calciatore lituano
- 1985 - Rooney Mara, attrice statunitense
- 1985 - Luke Mitchell, attore australiano
- 1985 - Luis Miguel Noriega, ex calciatore messicano
- 1985 - Silvia Passon, ex cestista italiana
- 1985 - Evandro Soldati, supermodello e stilista brasiliano
- 1985 - Caner Topaloğlu, ex cestista turco
- 1985 - Jo-Wilfried Tsonga, ex tennista francese
- 1986 - Luca Castelluccia, cestista italiano
- 1986 - Romain Grosjean, pilota automobilistico francese
- 1986 - Ilsey Juber, cantautrice, compositrice e chitarrista statunitense
- 1986 - Kim Su-yeon, ex cestista sudcoreana
- 1986 - Brad Knott, politico statunitense
- 1986 - Mowaia Bashir Koko, calciatore sudanese
- 1986 - Lee Yong-rae, calciatore sudcoreano
- 1986 - Jamie MacDonald, calciatore scozzese
- 1986 - Bernardo Musso, cestista argentino
- 1986 - Yazaldes Nascimento, velocista saotomense
- 1986 - Mmusa Ohilwe, calciatore botswano
- 1986 - Danny Schwarz, modello inglese
- 1986 - Francisco Usúcar, ex calciatore uruguaiano
- 1986 - Takuma Yokota, fumettista giapponese
- 1986 - Çağrı Şensoy, attore e regista teatrale turco
- 1987 - Jorge Ampuero, ex calciatore cileno
- 1987 - Nidaa Badwan, artista e fotografa palestinese
- 1987 - Medhi Benatia, dirigente sportivo e ex calciatore francese
- 1987 - Roman Bragin, pallavolista russo
- 1987 - Gemma Davison, calciatrice inglese
- 1987 - Christian Latorre, calciatore uruguaiano
- 1987 - Audrick Linord, calciatore francese
- 1987 - Jacqueline MacInnes Wood, attrice e cantante canadese
- 1987 - Jarosław Marycz, ex ciclista su strada polacco
- 1987 - Oleh Apostol, generale ucraino
- 1987 - Park Chan-hui, cestista sudcoreano
- 1987 - Eelco Sintnicolaas, multiplista olandese
- 1987 - Jérémy Taravel, ex calciatore francese
- 1987 - Janine van Wyk, calciatrice sudafricana
- 1988 - Faysal Ahmed, giocatore di calcio a 5 e calciatore norvegese
- 1988 - Andrėj Aramnaŭ, sollevatore bielorusso
- 1988 - Luca Giacón, ex pugile spagnolo
- 1988 - Tiyani Mabunda, ex calciatore sudafricano
- 1988 - Ivan Markelov, calciatore russo
- 1988 - Dane Massey, calciatore e ex giocatore di calcio a 5 irlandese
- 1988 - Francesco Migliore, ex calciatore italiano
- 1988 - Andy Mineo, rapper statunitense
- 1988 - Takahiro Moriuchi, cantante e musicista giapponese
- 1988 - Raúl Olivares, calciatore cileno
- 1988 - Marco Pozzi, hockeista su ghiaccio italiano
- 1989 - Darius Adams, cestista statunitense
- 1989 - Charles Aránguiz, calciatore cileno
- 1989 - Martina Batini, schermitrice italiana
- 1989 - Yamith Cuesta, ex calciatore colombiano
- 1989 - Dávid Gróf, calciatore ungherese
- 1989 - Lewon Hayrapetyan, ex calciatore armeno
- 1989 - Lane Hughes, attore e musicista statunitense
- 1989 - Avi Kaplan, cantante statunitense
- 1989 - Beau Knapp, attore statunitense
- 1989 - Wesley Koolhof, ex tennista olandese
- 1989 - Fabio Leimer, pilota automobilistico svizzero
- 1989 - Marcos Minetti, ex calciatore argentino
- 1989 - Jamize Olawale, giocatore di football americano statunitense
- 1989 - Cvetomir Panov, calciatore bulgaro
- 1989 - Paraskeuī Papachristou, triplista greca
- 1989 - Andrij Sachnevyč, calciatore ucraino
- 1989 - Ralf Seuntjens, calciatore olandese
- 1989 - Valentin Stocker, dirigente sportivo e ex calciatore svizzero
- 1989 - Nicki Thiim, pilota automobilistico danese
- 1989 - Aleksandr Ėnbert, pattinatore artistico su ghiaccio russo
- 1989 - Kamil Łączyński, cestista polacco
- 1990 - Astrit Ajdarević, ex calciatore svedese
- 1990 - Robert James Allen, ex calciatore statunitense
- 1990 - Thomas Amberg, pallavolista e allenatore di pallavolo statunitense
- 1990 - Noemi Asteggiano, calciatrice italiana
- 1990 - Lisandro Alzugaray, calciatore argentino
- 1990 - Patrick Beckert, pattinatore di velocità su ghiaccio tedesco
- 1990 - Alexander Belonogoff, canottiere australiano
- 1990 - Camilla Diana, attrice italiana
- 1990 - Valère Germain, calciatore francese
- 1990 - Marina Hegering, calciatrice tedesca
- 1990 - Michal Kovács, ex giocatore di calcio a 5 ceco
- 1990 - Gia Mantegna, attrice statunitense
- 1990 - Lukáš Mareček, calciatore ceco
- 1990 - Sol Rodríguez, attrice argentina
- 1990 - VSXV Prince, rapper kazako
- 1990 - Aaron Schoenfeld, ex calciatore statunitense
- 1990 - Vander Luiz Silva Souza, calciatore brasiliano
- 1990 - Inna Stepanova, arciera russa
- 1991 - Mark Birighitti, calciatore australiano
- 1991 - Dustin Bomheuer, ex calciatore tedesco
- 1991 - Giovanni Bonati, pilota motociclistico italiano
- 1991 - Cleanthony Early, cestista statunitense
- 1991 - Samira Efendi, cantante azera
- 1991 - Robin Gubser, ex calciatore liechtensteinese
- 1991 - Constance Jablonski, supermodella francese
- 1991 - Jeong Bo-kyeong, judoka sudcoreana
- 1991 - Anton Lans, calciatore svedese
- 1991 - Maël Lebrun, cestista francese
- 1991 - Annie Mazzola, conduttrice radiofonica italiana
- 1991 - José Alí Meza, calciatore venezuelano
- 1991 - Dzjanis Paljakoŭ, calciatore bielorusso
- 1991 - Fabien Paschal, cestista francese
- 1991 - Alejandro Peralta, cestista paraguaiano
- 1991 - Mathieu Salamand, ex calciatore francese
- 1991 - Boubacar Sylla, ex calciatore maliano
- 1991 - Víctor Velázquez, calciatore paraguaiano
- 1992 - Emrah Başsan, calciatore turco
- 1992 - Karlo Bručić, calciatore croato
- 1992 - Mutya Johanna Datul, modella filippina
- 1992 - Matthew Forgues, marciatore statunitense
- 1992 - Steven Fortès, calciatore francese
- 1992 - Joel Ngandu Kayamba, calciatore congolese (Repubblica Democratica del Congo)
- 1992 - Mislav Komorski, calciatore croato
- 1992 - Firmin Ndombe Mubele, calciatore congolese (Repubblica Democratica del Congo)
- 1992 - Shkodran Mustafi, ex calciatore tedesco
- 1992 - Erin Nayler, calciatrice neozelandese
- 1992 - Nemanja Petrović, calciatore serbo
- 1992 - Pirulo, calciatore spagnolo
- 1992 - Mats Seuntjens, calciatore olandese
- 1992 - So Hyon-uk, ex calciatore nordcoreano
- 1992 - Jasper Stuyven, ciclista su strada belga
- 1992 - Marion Torrent, calciatrice francese
- 1993 - Jessica Allen, ex ciclista su strada australiana
- 1993 - Portia Bing, multiplista e ostacolista neozelandese
- 1993 - Delaney Jane, cantante canadese
- 1993 - Patricio Gabarrón, calciatore spagnolo
- 1993 - Gabriel Guerra, ex calciatore argentino
- 1993 - Mikal Haugen Bjørnstad, giocatore di calcio a 5 e calciatore norvegese
- 1993 - Race Imboden, schermidore statunitense
- 1993 - Serhij Kuliš, tiratore a segno ucraino
- 1993 - Robin Lod, calciatore finlandese
- 1993 - Nahuel Losada, calciatore argentino
- 1993 - Sindre Skjøstad Lunke, ex ciclista su strada norvegese
- 1993 - Mansur, calciatore brasiliano
- 1993 - Ali Marpet, ex giocatore di football americano statunitense
- 1993 - Adika Peter-McNeilly, cestista canadese
- 1993 - Ėl'čin Vаchidov, cosmonauta russo
- 1994 - Luis Alí, calciatore boliviano
- 1994 - Federico Anselmo, calciatore argentino
- 1994 - Emil Balayev, calciatore azero
- 1994 - Caroline Baur, ciclista su strada svizzera
- 1994 - Dario Čanađija, calciatore croato
- 1994 - Silvana Chojnowski, calciatrice tedesca
- 1994 - Cody Core, giocatore di football americano statunitense
- 1994 - Soel Costantin, hockeista su ghiaccio italiano
- 1994 - Roberta Diodato, giocatrice di calcio a 5 e ex calciatrice italiana
- 1994 - Alanna Goldie, schermitrice canadese
- 1994 - Amalie Iuel, ostacolista danese
- 1994 - Sebastian Kerk, calciatore tedesco
- 1994 - Julia Kykkänen, saltatrice con gli sci finlandese
- 1994 - Siamak Nemati, calciatore iraniano
- 1994 - Josh Newkirk, cestista statunitense
- 1994 - Dakota Skye, attrice pornografica statunitense († 2021)
- 1994 - Angelica Zacchigna, cantante e cantautrice italiana
- 1995 - Nadir Cavagna, fondista di corsa in montagna, mezzofondista e maratoneta italiano
- 1995 - Phoebe Dynevor, attrice britannica
- 1995 - Rodrigo Echeverría, calciatore cileno
- 1995 - Rosa Gala, cestista angolana
- 1995 - Ibrahim Ghanem, lottatore egiziano
- 1995 - Matej Hrádecký, calciatore finlandese
- 1995 - Will Hughes, calciatore inglese
- 1995 - Seiloni Iaruel, calciatore vanuatuano
- 1995 - Moritz Jahn, attore tedesco
- 1995 - Ivan Jakovlev, pallavolista russo
- 1995 - Wheein, cantante sudcoreana
- 1995 - Cyle Larin, calciatore canadese
- 1995 - François Marquet, calciatore belga
- 1995 - Andrej Mendel', calciatore russo
- 1995 - Mitchell Penning, pallavolista statunitense
- 1995 - Clark Smith, nuotatore statunitense
- 1995 - Hina Suguta, doppiatrice e cantante giapponese
- 1995 - Noel von Grünigen, sciatore alpino svizzero
- 1995 - Mirko Đerić, cestista australiano
- 1996 - Alexander Achinioti-Jönsson, calciatore svedese
- 1996 - Dee Dee Davis, attrice e doppiatrice statunitense
- 1996 - Tony van Diepen, velocista e mezzofondista olandese
- 1996 - Aitor Embela, calciatore spagnolo
- 1996 - Inessa Kaagman, calciatrice olandese
- 1996 - Nikola Kočović, cestista serbo
- 1996 - Nik Lorbek, calciatore sloveno
- 1996 - Gianluca Mancini, calciatore italiano
- 1996 - Douglas Moreira Fagundes, calciatore brasiliano
- 1996 - Shintarō Nago, calciatore giapponese
- 1996 - Doğuş Özdemiroğlu, cestista turco
- 1996 - Jakub Popiwczak, pallavolista polacco
- 1996 - Lars Rüdiger, tuffatore tedesco
- 1996 - Tamatoa Tetauira, calciatore francese
- 1996 - Marlon Torres, calciatore colombiano
- 1997 - Nikolaos Andrikopoulos, triplista e lunghista greco
- 1997 - Wilter Ayoví, calciatore ecuadoriano
- 1997 - Tilen Bartol, saltatore con gli sci sloveno
- 1997 - Nika Kentchadze, lottatore georgiano
- 1997 - Dmitrij Lankin, ginnasta russo
- 1997 - Blake Marquardt, cestista statunitense
- 1997 - Alicia Marín, arciera spagnola
- 1997 - Jorge Meré, calciatore spagnolo
- 1997 - Juwan Morgan, cestista statunitense
- 1997 - Jabari Narcis, cestista trinidadiano
- 1997 - Philipp Ochs, calciatore tedesco
- 1997 - Ricardo Rivera, calciatore portoricano
- 1997 - Wajdi Sahli, calciatore francese
- 1997 - Martin Samuelsen, calciatore norvegese
- 1997 - Corey Sanders, cestista statunitense
- 1997 - Arturo Segado, calciatore spagnolo
- 1997 - Nick Wiens, giocatore di football americano tedesco
- 1998 - Kristoffer Ajer, calciatore norvegese
- 1998 - Osagi Bascome, calciatore bermudiano († 2021)
- 1998 - Jules Benchetrit, attore francese
- 1998 - Marques Bolden, cestista statunitense
- 1998 - Ronan Byrne, canottiere irlandese
- 1998 - Fodé Camara, calciatore guineano
- 1998 - Jefferson Encada, calciatore guineense
- 1998 - Anna Gerhardt, calciatrice tedesca
- 1998 - Bruno Goda, calciatore croato
- 1998 - Kirsty Hanson, calciatrice scozzese
- 1998 - Tim Held, pallavolista italiano
- 1998 - Bryce Huff, giocatore di football americano statunitense
- 1998 - Francisco Ibáñez Velázquez, calciatore uruguaiano
- 1998 - Miroslav Iličić, calciatore croato
- 1998 - Edrisa Lubega, calciatore ugandese
- 1998 - Not3s, rapper britannico
- 1998 - Julia Reisingerová, cestista ceca
- 1998 - Kayla Anise Richardson, velocista filippina
- 1998 - Kamiah Smalls, cestista statunitense
- 1998 - Kévin Soni, calciatore camerunese
- 1998 - Anna Odine Strøm, saltatrice con gli sci norvegese
- 1998 - Kenny Wooten, cestista statunitense
- 1998 - Desta Yohannes, calciatore etiope
- 1998 - Mees de Wit, calciatore olandese
- 1999 - Nicolas Claxton, cestista americo-verginiano
- 1999 - Beatrice Del Pero, cestista italiana
- 1999 - Mohammed Salisu, calciatore ghanese
- 1999 - Samantha Kerr, calciatrice scozzese
- 1999 - Kazuto Kotaka, pilota automobilistico giapponese
- 1999 - Vederian Lowe, giocatore di football americano statunitense
- 1999 - Eros Mancuso, calciatore argentino
- 1999 - Andrea Miklós, velocista rumena
- 1999 - Matthew Richardson, pistard australiano
- 1999 - Dominik Štumberger, calciatore croato
- 1999 - Adam Walton, tennista australiano
- 1999 - Ben Wiles, calciatore inglese
- 2000 - Ahmed Nadhir Benbouali, calciatore algerino
- 2000 - Matevž Govekar, ciclista su strada, pistard e mountain biker sloveno
- 2000 - Tommaso Marini, schermidore italiano
- 2000 - Jartavius Martin, giocatore di football americano statunitense
- 2000 - Miguel Nóbrega, calciatore portoghese
- 2000 - Justin Shorter, giocatore di football americano statunitense
- 2000 - Stephanie Soares, cestista brasiliana
- 2000 - Sorin Șerban, calciatore rumeno

## XXI secolo(47)
- 2001 - Rodriguinho, calciatore brasiliano
- 2001 - Christian Braun, cestista statunitense
- 2001 - Guillaume Dietsch, calciatore francese
- 2001 - Léo Ducros, sciatore alpino francese
- 2001 - Simone Fasoli, canottiere italiano
- 2001 - Mattia Felici, calciatore italiano
- 2001 - Brison Fernandes, calciatore indiano
- 2001 - Julian Niehues, calciatore tedesco
- 2001 - Omer Nir'on, calciatore israeliano
- 2001 - Georgi Tunjov, calciatore estone
- 2001 - Vikentij Vološyn, calciatore ucraino
- 2001 - Zak Zinter, giocatore di football americano statunitense
- 2002 - Bai Langning, giocatore di snooker cinese
- 2002 - Couhaib Driouech, calciatore olandese
- 2002 - Gui, calciatore portoghese
- 2002 - Lewis Jamieson, calciatore scozzese
- 2002 - Márk Kosznovszky, calciatore ungherese
- 2002 - Rožle Krelj, ex sciatore alpino sloveno
- 2002 - Dario Lillo, ciclocrossista, mountain biker e ciclista su strada svizzero
- 2002 - Daniel Lucero, calciatore argentino
- 2002 - Cristian Olivera, calciatore uruguaiano
- 2002 - Whitney Osuigwe, tennista statunitense
- 2002 - Marc Peñarroya, cestista spagnolo
- 2002 - Darci Shaw, attrice britannica
- 2002 - Luc van Slooten, cestista tedesco
- 2002 - Kenneth Vargas, calciatore costaricano
- 2003 - Sugár Katinka Battai, schermitrice ungherese
- 2003 - Lucas Chávez, calciatore boliviano
- 2003 - Bradley Fink, calciatore svizzero
- 2003 - Milicia Keijzer, calciatrice olandese
- 2003 - Jean N'Guessan, calciatore ivoriano
- 2003 - Elettra Neroni, tuffatrice italiana
- 2003 - Noé Ela, calciatore spagnolo
- 2003 - Marie Schreiber, ciclista su strada e ciclocrossista lussemburghese
- 2003 - Dante Sealy, calciatore statunitense
- 2003 - Cydnie Timmermann, sciatrice alpina canadese
- 2003 - Mekhi Wingo, giocatore di football americano statunitense
- 2004 - Kyla-Drew, attrice statunitense
- 2004 - Nicolás Siri, calciatore uruguaiano
- 2004 - Adi Yona, calciatore israeliano
- 2005 - Niels Laros, mezzofondista olandese
- 2005 - Antonio Nusa, calciatore norvegese
- 2005 - Alexa Sulyán, velocista ungherese
- 2005 - Dehmaine Tabibou, calciatore francese
- 2007 - Álvaro Montoro, calciatore argentino
- 2008 - Alisa Kulyk, nuotatrice artistica ucraina
- 2009 - Colton Osorio, attore colombiano